# Jamolice
Jamolice település Csehországban, a Znojmói járásban. Jamolice Dobřínsko, Dolní Dubňany, Horní Dubňany, Moravský Krumlov, Biskoupky, Ivančice, Dukovany és Lhánice településekkel határos. Lakosainak száma 453 fő (2024. január 1.).

## Népesség
A település lakosságának változását az alábbi diagram mutatja:
| Lakosok száma | 471  | 525  | 650  | 576  | 487  | 446  | 442  | 433  | 451  | 453  |
|               | 1869 | 1890 | 1921 | 1950 | 1980 | 2001 | 2017 | 2019 | 2022 | 2024 |